# John Comaroff
John L. Comaroff (ur. 1945) – południowoafrykański antropolog społeczny, profesor antropologii University of Chicago (Harold W. Swift Distinguished Service Professor of Anthropology) oraz pracownik badawczym (research professor) American Bar Foundation.
Comaroff urodził się w Kapsztadzie, gdzie też ukończył studia. Przeprowadził się do Wielkiej Brytanii i kształcił w London School of Economics. W roku 1973 uzyskał stopień doktora. Badania terenowe prowadzi wśród Tswana zamieszkujących na południu Afryki. Przedmiot jego zainteresowań stanowią chrześcijaństwo, czarownictwo, kolonializm i postkolonializm, antropologia historyczna i wiele innych. Zazwyczaj publikuje z żoną, Jean Comaroff także profesorem antropologii University of Chicago.

## Publikacje
- 1991 [z J. Comaroff] Of Revelation and Revolution, Volume I, Christianity and Colonialism in South Africa. Chicago: University of Chicago Press.
- 1992 [z J. Comaroff] Ethnography and the Historical Imagination. Boulder: Westview Press.
- 1997 [z J. Comaroff] Of Revelation and Revolution, Volume II, The Dialectics of Modernity on a South African Frontier. Chicago: University of Chicago Press.
- 1999 [red., z J. Comaroff] Civil Society and the Political Imagination in Africa: Critical Perspectives, Problems, Paradoxes. Chicago: University of Chi-cago Press.
- 2001 [red., z J. Comaroff] Millennial Capitalism and the Culture of Neoliberalism. Raleigh, N.C:
- 2006 [red., z J. Comaroff] Law and Disorder in the Postcolony. University of Chicago Press.
- 2009 [z J. Comaroff] Ethnicity, Inc. University Of Chicago Press.

## Publikacje po polsku
- 2011 [z J. Comaroff] Etniczność sp. z o.o. Wydawnictwo UJ